# Saison 2019 de l'équipe cycliste Corendon-Circus
La saison 2019 de l'équipe cycliste Corendon-Circus est la onzième de cette équipe, la première avec une licence d'équipe continentale professionnelle.

## Préparation de la saison 2019
En 2019, l'équipe Corendon-Circus passe d'équipe continentale à équipe continentale professionnelle. Ce changement de statut vise à permettre au leader de l'équipe Mathieu van der Poel de progresser sur route en ayant accès à des courses plus importantes, et notamment les courses du World Tour auxquelles elle n'avait pas accès les années précédentes.

### Arrivées et départs
| Arrivées            | Équipe 2018                 |
| ------------------- | --------------------------- |
| Dries De Bondt      | Vérandas Willems-Crelan     |
| Stijn Devolder      | Vérandas Willems-Crelan     |
| Petter Fagerhaug    | Lillehammer CK              |
| Lasse Norman Hansen | Aqua Blue Sport             |
| Roy Jans            | Cibel-Cebon                 |
| Jimmy Janssens      | Cibel-Cebon                 |
| Jonas Rickaert      | Sport Vlaanderen-Baloise    |
| Loris Rouiller      | IKO Enertherm-Beobank       |
| Joeri Stallaert     | Team Vorarlberg-Santic      |
| Maarten van Trijp   | DESTIL-Parkhotel Valkenburg |
| Philipp Walsleben   | P&S Team Thüringen          |

| Départs            | Équipe 2019     |
| ------------------ | --------------- |
| Wietse Bosmans     | Creafin-Tüv Süd |
| Stijn Caluwé       | retraite        |
| Kevin Cant         | retraite        |
| Jens Dekker        | Steylaerts-777  |
| Timo Kielich       | Steylaerts-777  |
| Valentijn Lauwers  |                 |
| Gert Smets         | Steylaerts-777  |
| Adam Toupalik      | Steylaerts-777  |
| Ben Turner         | Steylaerts-777  |
| Toon Vandebosch    |                 |
| Pieter-Jan Vliegen | Steylaerts-777  |

## Déroulement de la saison
Corendon-Circus est dirigée depuis sa création en 2009 par les frères Philip et Christoph Roodhooft. Bart Wellens, directeur sportif au sein de l'équipe depuis 2016, est rejoint par Kristof De Kegel, qui encadrait le rival de Mathieu van der Poel, Wout van Aert, chez Verandas Willems-Crelan, et Michel Cornelisse.

## Coureurs et encadrement technique

### Effectif
L'effectif de Corendon-Circus pour la saison 2019 compte seize coureurs, soit le minimum requis par le règlement de l'Union cycliste internationale pour une équipe continentale professionnelle.
| Cycliste             | Date de naissance | Nationalité | Équipe 2018                    |  |
| -------------------- | ----------------- | ----------- | ------------------------------ |  |
| Dries De Bondt       | 4 juillet 1991    | Belgique    | Vérandas Willems-Crelan        |  |
| Stijn Devolder       | 29 août 1979      | Belgique    | Vérandas Willems-Crelan        |  |
| Petter Fagerhaug     | 29 septembre 1998 | Norvège     | Lillehammer CK                 |  |
| Lasse Norman Hansen  | 11 février 1992   | Danemark    | Aqua Blue Sport                |  |
| Roy Jans             | 15 septembre 1990 | Belgique    | Cibel-Cebon                    |  |
| Jimmy Janssens       | 30 mai 1989       | Belgique    | Cibel-Cebon                    |  |
| Tom Meeusen          | 7 novembre 1988   | Belgique    | Corendon-Circus                |  |
| Marcel Meisen        | 8 janvier 1989    | Allemagne   | Corendon-Circus                |  |
| Tim Merlier          | 30 octobre 1992   | Belgique    | Pauwels Sauzen-Vastgoedservice |  |
| Jonas Rickaert       | 7 février 1994    | Belgique    | Sport Vlaanderen-Baloise       |  |
| Loris Rouiller       | 21 février 2000   | Suisse      | IKO Enertherm-Beobank          |  |
| Joeri Stallaert      | 25 janvier 1991   | Belgique    | Team Vorarlberg-Santic         |  |
| David van der Poel   | 15 juin 1992      | Pays-Bas    | Corendon-Circus                |  |
| Mathieu van der Poel | 19 janvier 1995   | Pays-Bas    | Corendon-Circus                |  |
| Maarten van Trijp    | 6 octobre 1993    | Pays-Bas    | DESTIL-Parkhotel Valkenburg    |  |
| Gianni Vermeersch    | 19 novembre 1992  | Belgique    | Corendon-Circus                |  |
| Philipp Walsleben    | 19 novembre 1987  | Allemagne   | Beobank-Corendon (2017)        |  |

## Bilan de la saison

### Victoires
| Date       | Course                                        | Pays        | Classe | Vainqueur            |
| ---------- | --------------------------------------------- | ----------- | ------ | -------------------- |
| 21/02/2019 | 1re étape du Tour d'Antalya                   | Turquie     | 2.2    | Mathieu van der Poel |
| 24/02/2019 | 4e étape du Tour d’Antalya                    | Turquie     | 2.2    | Roy Jans             |
| 24/03/2019 | Grand Prix de Denain                          | France      | 1.HC   | Mathieu van der Poel |
| 03/04/2019 | À travers les Flandres                        | Belgique    | 1.UWT  | Mathieu van der Poel |
| 09/04/2019 | 1re étape du Circuit de la Sarthe             | France      | 2.1    | Mathieu van der Poel |
| 17/04/2019 | Flèche brabançonne                            | Belgique    | 1.HC   | Mathieu van der Poel |
| 21/04/2019 | Amstel Gold Race                              | Pays-Bas    | 1.UWT  | Mathieu van der Poel |
| 23/06/2019 | Tour des onze villes                          | Belgique    | 1.1    | Tim Merlier          |
| 26/06/2019 | Halle-Ingooigem                               | Belgique    | 1.1    | Dries De Bondt       |
| 30/06/2019 | Championnat de Belgique sur route             | Belgique    | CN     | Tim Merlier          |
| 31/07/2019 | Prologue du Tour Alsace                       | France      | 2.2    | Corendon-Circus      |
| 01/08/2019 | 1re étape du Tour Alsace                      | France      | 2.2    | Tim Merlier          |
| 04/08/2019 | 4e étape du Tour Alsace                       | France      | 2.2    | Tim Merlier          |
| 15/08/2019 | 1re étape de l'Arctic Race of Norway          | Norvège     | 2.HC   | Mathieu van der Poel |
| 23/08/2019 | 3e étape du Tour du Danemark                  | Danemark    | 2.HC   | Lasse Norman Hansen  |
| 25/08/2019 | 5e étape du Tour du Danemark                  | Danemark    | 2.HC   | Tim Merlier          |
| 10/09/2019 | 4e étape du Tour de Grande-Bretagne           | Royaume-Uni | 2.HC   | Mathieu van der Poel |
| 13/09/2019 | 7e étape du Tour de Grande-Bretagne           | Royaume-Uni | 2.HC   | Mathieu van der Poel |
| 14/09/2019 | 8e étape du Tour de Grande-Bretagne           | Royaume-Uni | 2.HC   | Mathieu van der Poel |
| 14/09/2019 | Classement général du Tour de Grande-Bretagne | Royaume-Uni | 2.HC   | Mathieu van der Poel |
| 13/10/2019 | Mémorial Rik Van Steenbergen                  | Belgique    | 1.1    | Dries De Bondt       |

### Résultats sur les courses majeures
Les tableaux suivants représentent les résultats de l'équipe dans les principales courses du calendrier international (les cinq classiques majeures et les trois grands tours). Pour chaque épreuve est indiqué le meilleur coureur de l'équipe, son classement ainsi que les accessits glanés par Corendon-Circus sur les courses de trois semaines.

#### Classiques
| Classique            | Milan-San Remo | Tour des Flandres         | Paris-Roubaix | Liège-Bastogne-Liège | Tour de Lombardie |
| -------------------- | -------------- | ------------------------- | ------------- | -------------------- | ----------------- |
| Coureur (classement) | Non invitée    | Mathieu van der Poel (4e) | Non invitée   | Non invitée          | Non invitée       |

#### Grands tours
| Grand tour           | Tour d'Italie | Tour de France | Tour d'Espagne |
| -------------------- | ------------- | -------------- | -------------- |
| Coureur (classement) | Non invitée   | Non invitée    | Non invitée    |
| Accessits            | -             | -              | -              |